# Angantyrs rojr
Angantyrs rojr är ett gravröse från bronsåldern i Grötlingbo socken på södra Gotland. 
Röset är runt, 29 meter i diameter och 2,7 meter högt. Det finns en delvis bevarad kantkedja i nordost. Idag är röset inte lika stort som det en gång var. När Carl von Linné besökte platsen 1741 var röset 5 meter högt och hade en kantkedja av stora stenblock. De stora skadorna beror dels på Nils Johan Ekdahls "utgrävning" år 1826, dels på att en betydande stentäkt har förekommit. Vid laga skifte användes en stor mängd sten från röset och dess kantstenar för att bygga de stensträngar och fägator som följer stigen till röset.
Namnets första ord innehåller det fornnordiska mansnamnet Angantyr. Det andra ordet, 'rojr', är gotländska (jämför Uggarde rojr) och skrivs på fastlandssvenska ’rör’, vilket är ett äldre ord för röse.

## Fynd av bronsdolk
Ekdal påträffade under sin utgrävning en över 2 meter lång kista i rösets mitt. Den täcktes av en kalkhäll och innehöll ben och en bronsdolk från äldre bronsåldern som överlämnades till Historiska museet i Stockholm (förvärvsnummer 484).

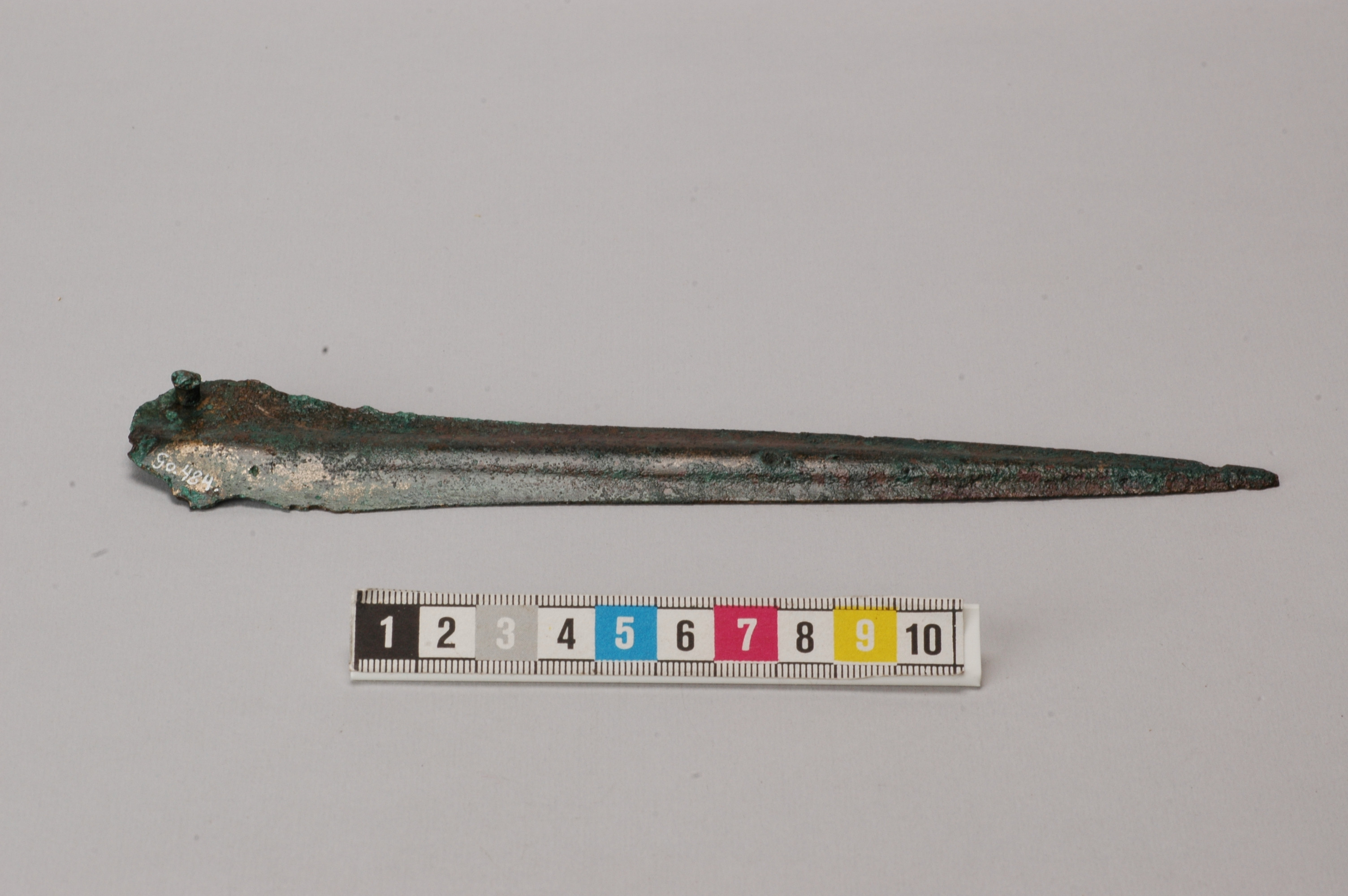
Bronsdolken som Ekdahl hittade i röset 1826 finns idag på Statens historiska museer.